# 冨山真由
冨山 真由（とみやま まゆ、7月21日 - ）は、人材育成コンサルタント。神奈川県鎌倉市出身。ウィルPMインターナショナル所属。

## 著書
- 『めんどくさがる自分を動かす技術』永岡書店、2015年
- 『どうして?自分に聞く力で問題解決』クロスメディア・パブリッシング、共著・石田淳、2016年
- 『1%の素敵な人だけが実践している「なりたい自分」になる方法』あさ出版、2016年
- 『めんどくさがる相手を動かす技術』永岡書店、2016年
- 『効率・時間・スピードすごい習慣力 行動科学メソッドで、すべて手に入る!』三笠書房、2017年9月。ISBN 978-4-8379-2703-7。
- 『今すぐ!集中力をつくる技術 いつでもサクッと成果が出る50の行動』祥伝社、2017年2月。ISBN 978-4-396-61592-5。
- 『めんどくさがる自分をサクサク動かす50のルール』永岡書店、2019年5月。ISBN 978-4-522-43735-3。
- 『定時で帰る女性の仕事ルールと時間術』ナツメ社、2019年12月。ISBN 978-4-8163-6755-7。
- 『シャキッ!つい怠ける自分を「科学的に」動かす方法』すばる舎、2021年4月。ISBN 978-4-7991-0965-6。
- 『ダラダラせずに、やるべきことに集中する技術』三笠書房〈知的生きかた文庫〉、2021年7月。ISBN 978-4-8379-8732-1。